# For Sama
For Sama é um documentário anglo-sírio-estadunidense de 2019 dirigido por Waad Al-Kateab e Edward Watts. Apresentado no South by Southwest em 11 de março de 2019, segue a história de al-Kateab, uma mãe que encara a revolta em Aleppo durante a Guerra Civil Síria. Como reconhecimento, foi indicado ao Oscar de melhor documentário na edição de 2020.